# Husemannstraße (Berlin)

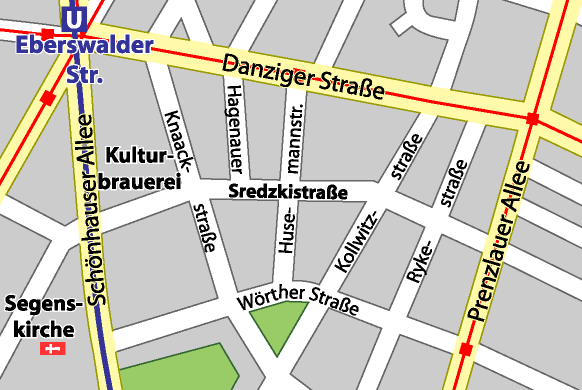
Die Husemannstraße in der Mitte des Kartenausschnitts

Die Husemannstraße ist Teil des Kollwitzkiezes im Berliner Ortsteil Prenzlauer Berg des Bezirks Pankow.

## Lage
Die 360 Meter lange Husemannstraße verläuft in Süd-Nord-Richtung und verbindet die Wörther Straße am Kollwitzplatz mit der Danziger Straße. Sie kreuzt dabei auf halber Strecke die Sredzkistraße.

## Geschichte
Zuerst wurde sie als Straße 36, Abt. XII geplant; bei ihrer Anlage ab 1877 erhielt sie die Bezeichnung Hochmeisterstraße nach dem Hochmeister, dem obersten Amt im Deutschen Orden. Baubeginn war allerdings erst 1885.
Am 31. Januar 1952 wurde die Hochmeisterstraße nach dem Widerstandskämpfer Walter Husemann umbenannt. Die Husemannstraße wurde Mitte der 1980er Jahre originalgetreu rekonstruiert und war seitdem ein wichtiger Repräsentationsort der DDR für Besucher aus dem Ausland. Im Haus Nummer 8 befand sich seit 1987 ein Friseurmuseum. Es gehört der Stiftung Stadtmuseum Berlin und ist im Frühjahr 1995 nach Alt-Marzahn umgezogen. Im Haus Nummer 12 war zwischen 1987 und 1995 das Museum Berliner Arbeiterleben um 1900 untergebracht, das 1995 geräumt wurde. Teile der Exponate sind seitdem in einer Ausstellung in der Dunckerstraße 77 zu sehen. In den Räumen des ehemaligen Museums befindet sich heute eine Begegnungsstätte für Senioren des Bezirks Pankow und eine Kita des Wald und Wiesen e. V.